# Hryhorij Surkis
Hryhorij Mychajłowycz Surkis, ukr. Григорій Михайлович Суркіс (ur. 4 września 1949 w Odessie) – ukraiński polityk, przedsiębiorca i działacz sportowy, były właściciel i były prezes klubu Dynamo Kijów, prezes ukraińskiej federacji piłki nożnej w latach 2000–2012.

## Życiorys
W młodości uprawiał piłkę nożną, jako bramkarz drużyn SKA Odessa oraz rezerw Dynama Kijów. W 1972 ukończył studia w Kijowskim Instytucie Technologicznym Przemysłu Spożywczego. W latach 1974–1988 pracował w przedsiębiorstwie Kijewżiłstrojmontaż, zaś od 1988 w Miejskim Komitecie Wykonawczym w Kijowie.
Po uzyskaniu przez Ukrainę niepodległości zaangażował się w działalność biznesową. W latach 1993–1998 stał na czele koncernu przemysłowo-finansowego Sławutycz. Związany był z grupą biznesmenów i polityków, zorganizowanych jako w ramach Zjednoczonej Socjaldemokratycznej Partii Ukrainy, której przewodniczący Wiktor Medwedczuk od 2002 przez kilka lat kierował administracją prezydenta Łeonida Kuczmy. W ramach działalności politycznej z ramienia SDPU(O) przez dwie kadencje (od 1998 do 2006) zasiadał w Radzie Najwyższej Ukrainy. Uczestniczył w delegacji ukraińskiego parlamentu do Zgromadzenia Parlamentarnego Rady Europy.
Jako działacz sportowy zaangażował się w pracę w kijowskim Dynamie. Od 1993 był jego prezesem. Pod jego kierownictwem Dynamo stało się najsilniejszym i najlepszym klubem Ukrainy, przez kilka sezonów dominującym w lidze ukraińskiej oraz regularnie kwalifikującym się do rozgrywek Ligi Mistrzów. Dzięki biznesowemu wsparciu kijowski klub mógł pozwolić sobie na wzmacnianie zespołu najlepszymi graczami z ligi ukraińskiej, a także zawodnikami zagranicznymi. Zrzekł się stanowiska prezesa na rzecz swojego młodszego brata Ihora.
W latach 1996–2000 był prezesem zawodowej ukraińskiej ligi piłkarskiej oraz wiceprezesem ukraińskiej federacji piłki nożnej. W sierpniu 2000 został wybrany prezesem federacji, funkcję tę pełnił do 2012. Działacz międzynarodowych struktur piłkarskich, w 2004 zasiadł w komitecie wykonawczym UEFA. Skutecznie lobbował na rzecz przyznania organizacji Mistrzostw Europy w Piłce Nożnej 2012 Polsce i Ukrainie. Był wiceprezydentem UEFA w latach 2013–2015.
W 2019 powrócił do ukraińskiego parlamentu z ramienia prorosyjskiej formacji Opozycyjna Platforma – Za Życie.

## Odznaczenia
- Order „Za zasługi” III klasy (1996)[2]
- Order „Za zasługi” II klasy[3]
- Order Księcia Jarosława Mądrego V klasy (2006)[4]
- Order Księcia Jarosława Mądrego IV klasy (2012)[5]
- Order Księcia Jarosława Mądrego III klasy (2014)[2]